# 礦物化妝品
礦物化妝品是指其成份是礦物微粒的化妝品。其中大部份是純礦物的，而且沒有油或是蠟的添加成份。其中有些礦物成份可能會對皮膚有幫助。不過聲稱將礦物成份以化妝品的形式直接用在皮膚上，會對健康有助益的說法也造成一些科學上的爭論。有些以往曾使用在皮膚上的礦物成份已確認是對人有毒性的，例如鉛中毒，現在在化妝品上已不會使用對皮膚有害的礦物成份。

## 外部連結
- The Lowdown on Mineral Makeup （页面存档备份，存于）